# Партизанский маркетинг
Партизанский маркетинг (англ. guerrilla marketing) — малобюджетные способы рекламы и маркетинга, позволяющие эффективно продвигать свой товар или услугу, привлекать новых клиентов и увеличивать свою прибыль, не вкладывая или почти не вкладывая денег. Поэтому партизанский маркетинг называют также «малобюджетным маркетингом» или «малозатратным маркетингом». 

Целью партизанского маркетинга является предоставление информации о товаре либо услуге таким образом, чтобы воздействовать на процесс принятия решений потенциальными покупателями.

## История и описание
Само понятие «партизанский маркетинг» ввёл в обиход и подвёл под него теоретическую базу американский рекламист Джей Конрад Левинсон, в прошлом креативный директор рекламного агентства «Лео Бернетт», опубликовав в 1984 году книгу под таким названием. Книга была адресована малому бизнесу и посвящёна малозатратным способам рекламы. Термин с тех пор стал популярен, хотя Левинсон не дал определения термина «партизанский маркетинг».
Подход, предложенный Левинсоном, сводился в основном к использованию дешёвых рекламоносителей: визитные карточки, листовки, вывески, буклеты, открытки и т. п. — взамен дорогостоящих. Автор также давал множество приёмов и уловок, позволяющих поднять эффективность такой рекламы и выжать из неё максимальный результат.
В более поздних книгах Левинсона и его коллег набор инструментов партизанского маркетинга был расширен, в том числе и бесплатными способами продвижения: написание статей для тематических журналов, выступления на общественных мероприятиях, выстраивание отношений с клиентами и т. п. В качестве важного принципа было выделено также партнёрство с другими бизнесменами.
В настоящее время к партизанскому маркетингу обычно также относят ряд методов рекламы, которые не входят в официальные списки Левинсона, но отвечают основному принципу партизанского маркетинга — доступности для фирм с небольшим рекламным бюджетом. Среди таких методов — «вирусный маркетинг», «эмбиент медиа», «скрытый маркетинг», «сарафанное радио», «эпатажный маркетинг» и другие.